# Touki Delphine

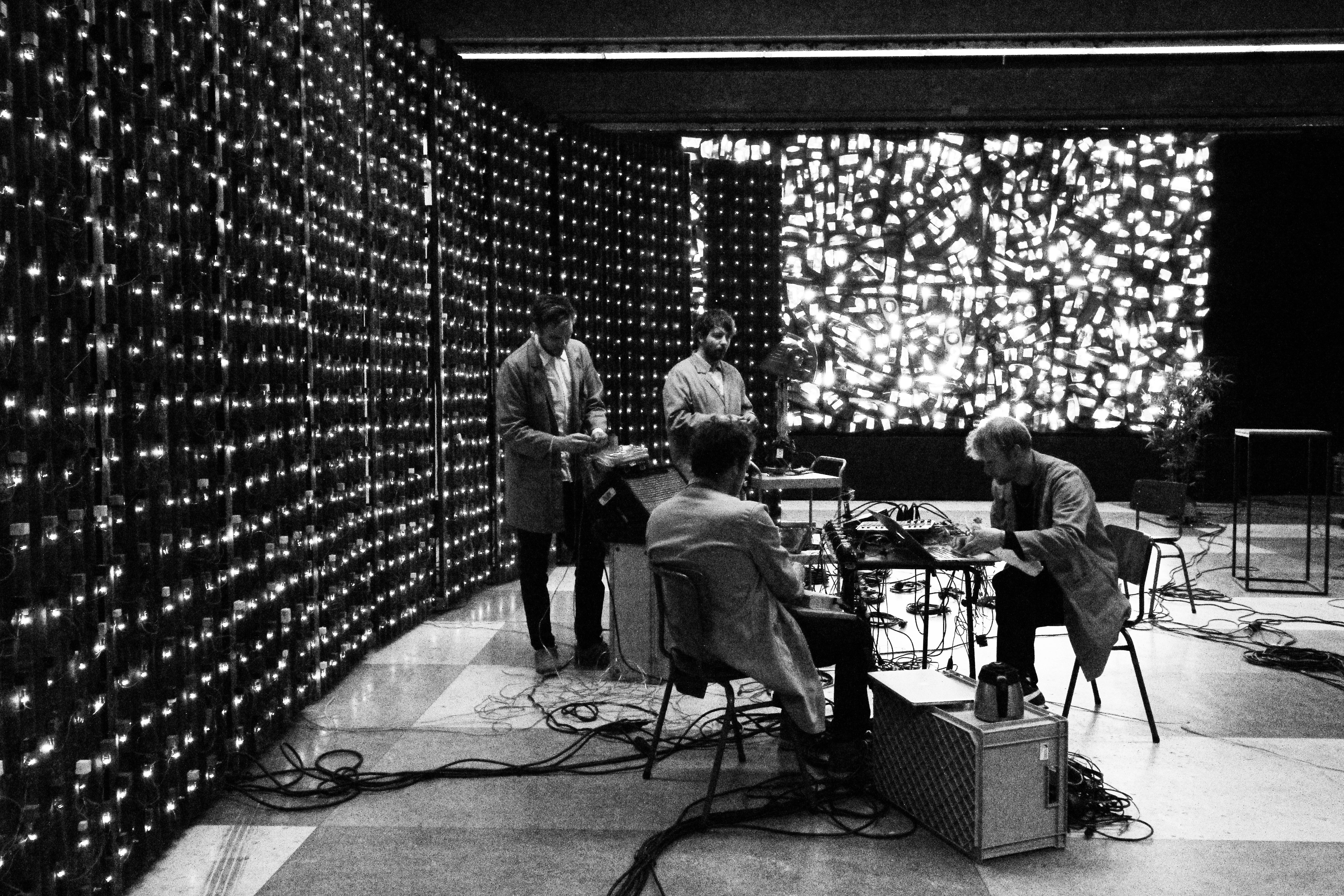
Touki Delphine. Image: Céline Pinget.

Touki Delphine is een kunstenaarscollectief bestaande uit Rik Elstgeest, Bo Koek, John van Oostrum en Chris Doyle, wonend en werkend in Amsterdam, Nederland. Door middel van audiovisuele kunstinstallaties en moderne muzikale performances reflecteren zij op filosofische thema’s rondom mens, machine en natuur. In hun installaties maken zij gebruik van gerecyclede, vaak mechanische materialen zoals autolichten, industriële machines en relais, die zij vormen tot muzikale en beeldende composities.